# Carbocernaïta
La carbocernaïta és un mineral de la classe dels carbonats. Va ser anomenat l'any 1961 per A. G. Bulakh, V. V. Kondrat'yeva i Y. N. Baronova en al·lusió a la seva composició: carbonat, ceri i sodi (en llati natrium).

## Característiques
La carbocernaïta és un carbonat de fórmula química (Ca,Na)(Sr,Ce,Ba)(CO₃)₂. Cristal·litza en el sistema ortoròmbic. La seva duresa a l'escala de Mohs és 3.

## Formació i jaciments
La carbocernaïta ha estat descrita com a mineral accessòri en carbonatites dolomitico-calcítiques associades amb massissos alcalins-ultramàfics. A més a més de la seva localitat tipus s'ha descrit al Canadà, Finlàndia, Rússia, el Brasil, Namíbia i la Xina.